# Disterigma luteynii
Disterigma luteynii är en ljungväxtart som beskrevs av Robert Lynch Wilbur. Disterigma luteynii ingår i släktet Disterigma och familjen ljungväxter. Inga underarter finns listade i Catalogue of Life.